# Правилов, Александр Сергеевич
Александр Сергеевич Правилов (21 июля 1938, деревня Сонцовка, Донецкая область — 2 июня 2003, Нижний Новгород) — советский и российский оперный певец (бас), педагог, народный артист РСФСР.

## Биография
Александр Сергеевич Правилов родился 21 июля 1938 года в деревне Сонцовка Красноармейского района (сейчас Покровский район) Донецкой области.
В 1956—1959 годах был артистом Донецкого оперного театра. В 1965 году окончил Львовскую консерваторию (класс Е. И. Дарчука).
С 1965 года выступал как солист Горьковского театра оперы и балета. Исполнил около 60 оперных партий. Обладал высоким красивым басом мягкого тембра. Выступал в концертах. Первый исполнитель многих сочинений горьковских композиторов А. А. Касьянова, А. А. Нестерова, Н. М. Благовидова. Член КПСС с 1966 года.
С 1967 года преподавал в Горьковской консерватории (профессор).
В 1993 году стал неформальным лидером шаляпинской общественной организации «Старые нижегородцы», которая проводила благотворительные концерты по Нижегородской области и в Москве. С огромным успехом исполнял романсы на стихи Пушкина, был постоянным участником фестивалей «Болдинская осень».
Умер 2 июня 2003 года в Нижнем Новгороде, похоронен на Бугровском кладбище (12 квартал).

## Награды и премии
- Лауреат Международного конкурса имени П. И. Чайковского (4-я премия, 1970).
- Заслуженный артист РСФСР (14.09.1971).
- Народный артист РСФСР (1.06.1977).
- Орден Дружбы народов (1986), медали.
- Лауреат Пушкинской премии.
- Премия Нижнего Новгорода за активную концертно-исполнительскую деятельность и пропаганду творчества нижегородских композиторов (1993).

## Партии в операх
- «Русалка» А. С. Даргомыжского — Мельник
- «Мазепа» П. И. Чайковского — Кочубей
- «Борис Годунов» М. П. Мусоргского — Борис Годунов, Пимен
- «Хованщина» М. П. Мусоргского — Досифей
- «Иван Сусанин» М. И. Глинки — Сусанин
- «Демон» А. Г. Рубинштейна — Князь Гудал
- «Фауст» Ш. Ф. Гуно — Мефистофель
- «Севильский цирюльник» Дж. Россини — Дон Базилио
- «А зори здесь тихие…» Кирилла Молчанова — Старшина Васков
- «Дуэнья» С. С. Прокофьева — Мендоза
- «Чародейка» П. И. Чайковского — Мамыров
- «Ай да Балда!» Б. Кравченко — Поп
- «Свадьба Фигаро» В. А. Моцарта — Фигаро
- «Дон Карлос» Дж. Верди — Филипп